# Cukrovar Ćuprija
Cukrovar Ćuprija se nacházel v jižní části uvedeného města v střední části Srbska. 

## Historie
Jednalo se o historicky druhý cukrovar na území Srbska (první stál ve městě Čukarica). Prostředky na jeho výstavbu poskytla v zemi působící Pražská úvěrní banka, která měla v Bělehradě vlastní pobočku. Město bylo vybráno díky úrodné krajině srbského Pomoraví, která se ve zkouškách ukázala být pro tento průmysl nejvhodnější. Vhodnou byla i městem procházející železniční trať a dostupné uhlí pro provoz továrny. Stavba byla dokončena a provozována od roku 1911.
Továrnu navrhl a vyprojektoval český architekt Matěj Blecha. Do továrny byly přivezeny stroje z Čech; provozovala ji společnost s názvem Srbsko-česká továrna cukru a rafinerie (srbsky Српско-чешка фабрика шећера и рафинерија). V továrně působili i pracovníci z Čech, kteří v Ćupriji založili českou kolonii, provozována byla i česká škola (po vzniku ČSR nesla jméno po T. G. Masarykovi). 
Cukrovar úspěšně expandoval; podle tohoto projektu vznikl obdobný i v Gorné Orjachovici v sousedním Bulharsku. O expanzi se zasloužil tehdejší ředitel cukrovaru, Josef Pejcha. 
V roce 1947 byl cukrovar znárodněn. 
Po roce 1989 bylo rozhodnuto o privatizaci cukrovaru, vznikla společnost ŠELK, nicméně privatizace nebyla příliš úspěšná. V téže době byl cukrovar rozšířen o linku na výrobu kyseliny citronové. Továrna byla i přesto v provozu do roku 1998, poté společnost, která jej provozovala, zkrachovala. Objevily se problémy s nevyplácením mezd zaměstnancům a stávkami. V poslední době své existence továrna dokázala zpracovat 5200 tun cukrové řepy denně.
V roce 2008 byl areál chátrajícího cukrovaru prodán. V současné době[kdy?] se jedná o brownfield.